# Bogny-sur-Meuse
Bogny-sur-Meuse è un comune francese di 5 592 abitanti situato nel dipartimento delle Ardenne nella regione Grand Est. Esso è il frutto della fusione dei comuni di Château-Regnault-Bogny, Braux e Levrezy avvenuta nel 1967. Il suo territorio è legato alla leggenda dei quattro figli di Aimone, con i quattro picchi montani che simboleggiano i quattro fratelli leggendari.

## Geografia
La cittadina si adagia lungo il massiccio delle Ardenne all'interno di una vallata boschiva attraversata dalla Mosa.

## Società

### Evoluzione demografica
Abitanti censiti

## Storia
Fino al 1629 il territorio apparteneva al principato indipendente di Château-Regnault. Sul luogo dove successivamente è stato posto il monumento al leggendario cavallo Baiardo era situata la fortezza di Château-Regnault. Durante la costruzione del monumento, nel 1933, furono ritrovati diversi reperti: monete, spade, punte di freccia, vasellame ed ossa di animali. Altri ritrovamenti erano stati fatti tra il XIX ed il XX secolo, dimostrando l'esistenza di un insediamento anteriore al periodo medioevale. Tra i primi sovrani del principato troviamo il condottiero Francesco di Borbone-Conti e Luisa Margherita di Lorena, figlia di Enrico di Guisa. Nel 1629 il principato finì sotto la giurisdizione del sovrano francese Luigi XIII di Francia.
A partire dal XIX secolo lungo il corso della Mosa si sviluppò un importante sito industriale di produzione metallurgica, in particolare di bulloni; le officine di produzione presero il nome familiare di boutiques. Questi insediamenti moderni si sostituirono alla precedente produzione semi-artigianale delle singole officine a conduzione familiare. La cosiddetta Grosse Boutique, degli imprenditori industriali Maré e Joseph (essi stessi originariamente piccoli fabbri), divenne rapidamente la fabbrica di bulloni più importante dell'intero dipartimento; la sua attività cessò completamente nel corso della Seconda guerra mondiale.

## Luoghi e monumenti d'interesse
Il panorama che si può vedere sulle quattro vette dei figli di Aimone consente di avere una prospettiva molto interessante della vallata. In particolare la statua eretta in onore del leggendario cavallo Baiardo ed i resti della fortezza di Château-Regnault, che domina la valle della Mosa e della quale si è conservata parte della cisterna ed una torre in prossimità dello scisto.

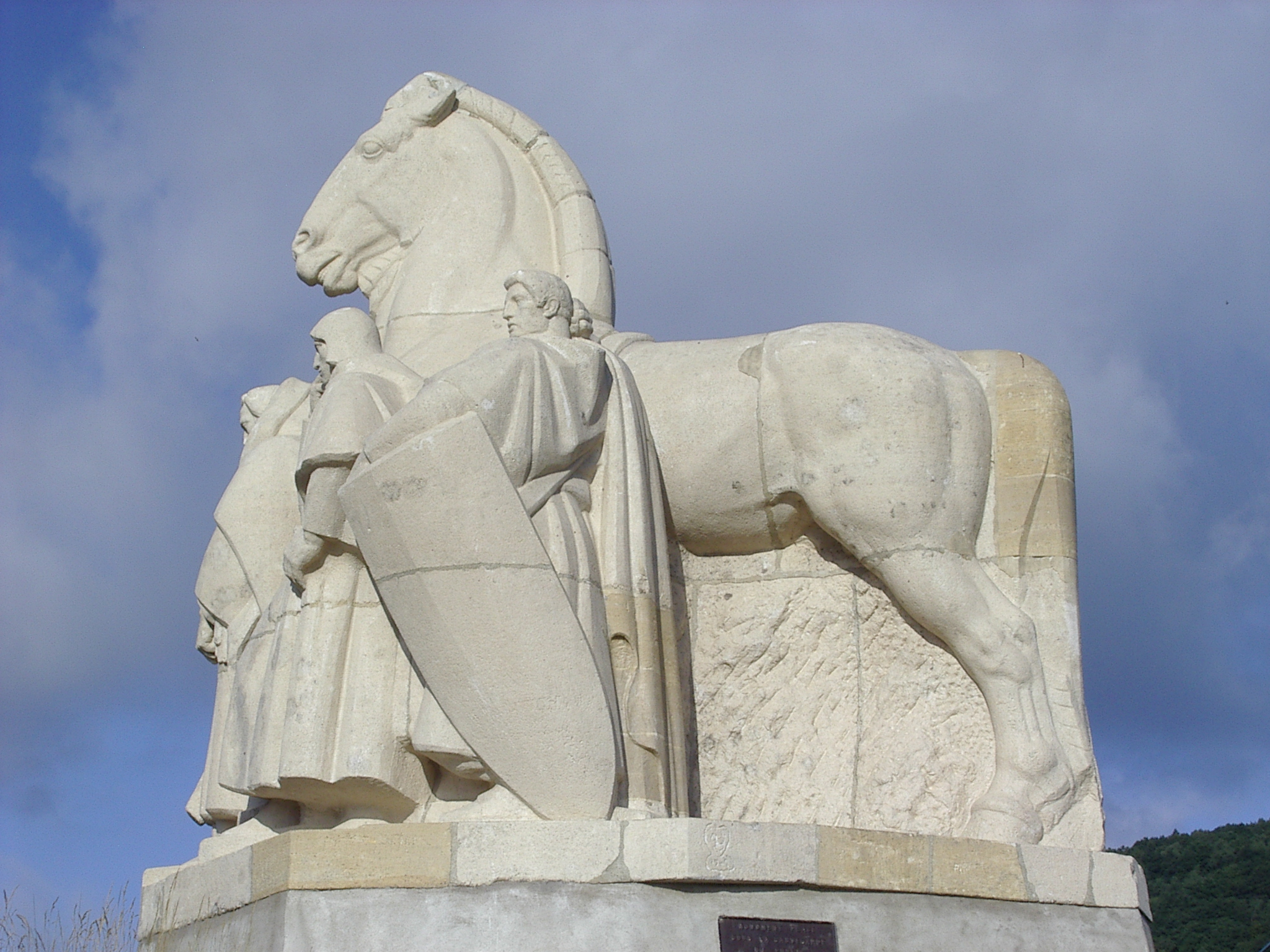
Statua del leggendario cavallo Baiardo.

Altri luoghi degni di nota sono la Collegiata di Saint-Vivent de Baux, fondata in epoca carolingia intorno al IX secolo ed iscritta nella lista dei monumenti storici francesi nel 1963.